# 马志尼拱廊街
马志尼拱廊街（Galleria Giuseppe Mazzini）是热那亚市中心的一条拱廊街，靠近卡洛·费利切剧院和费拉里广场。
马志尼拱廊街以爱国者朱塞佩·马志尼的名字命名，与罗马街平行，建于1870-1880年，模仿巴黎的拱廊街和米兰的埃马努埃莱二世拱廊街。

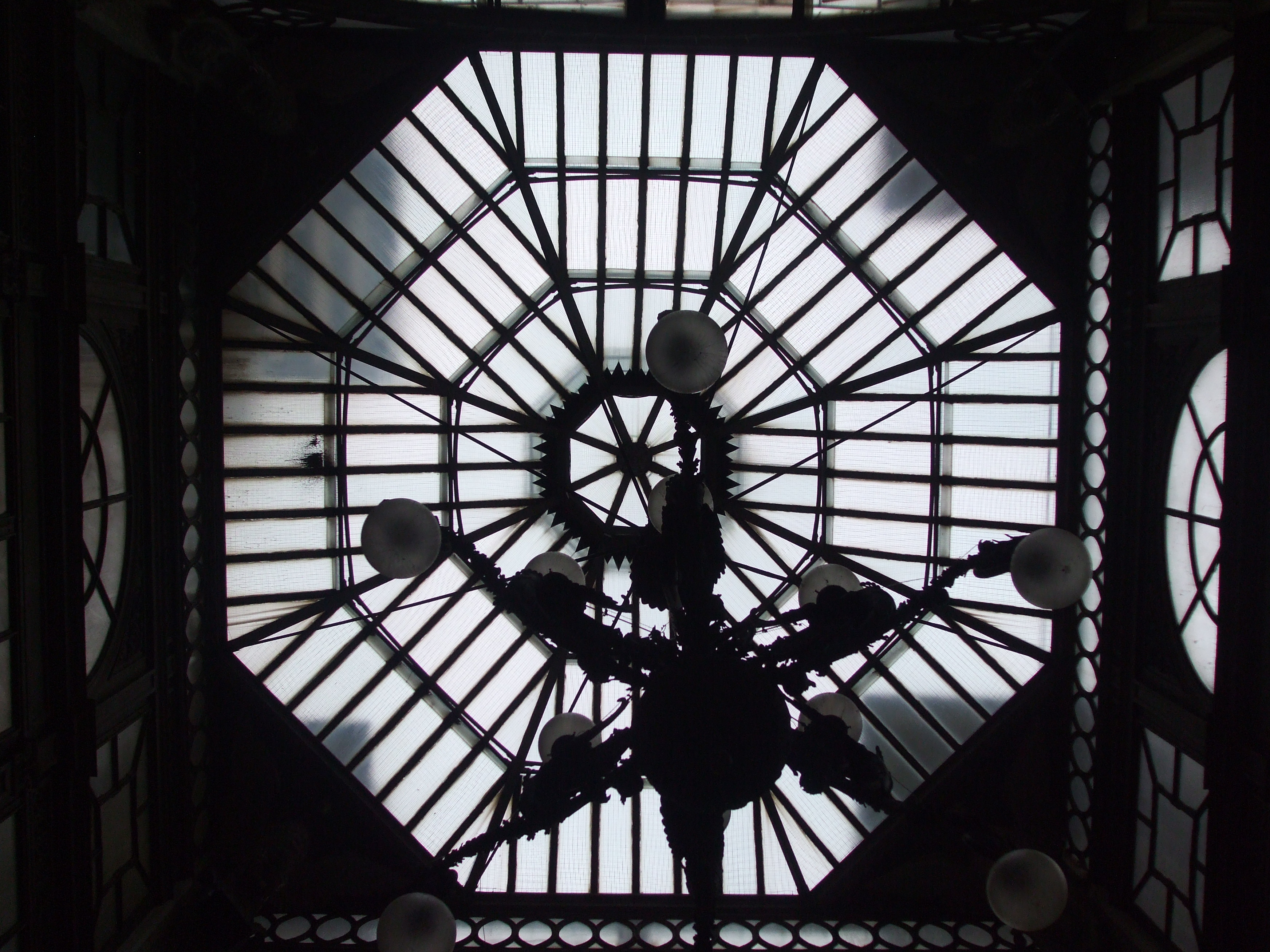
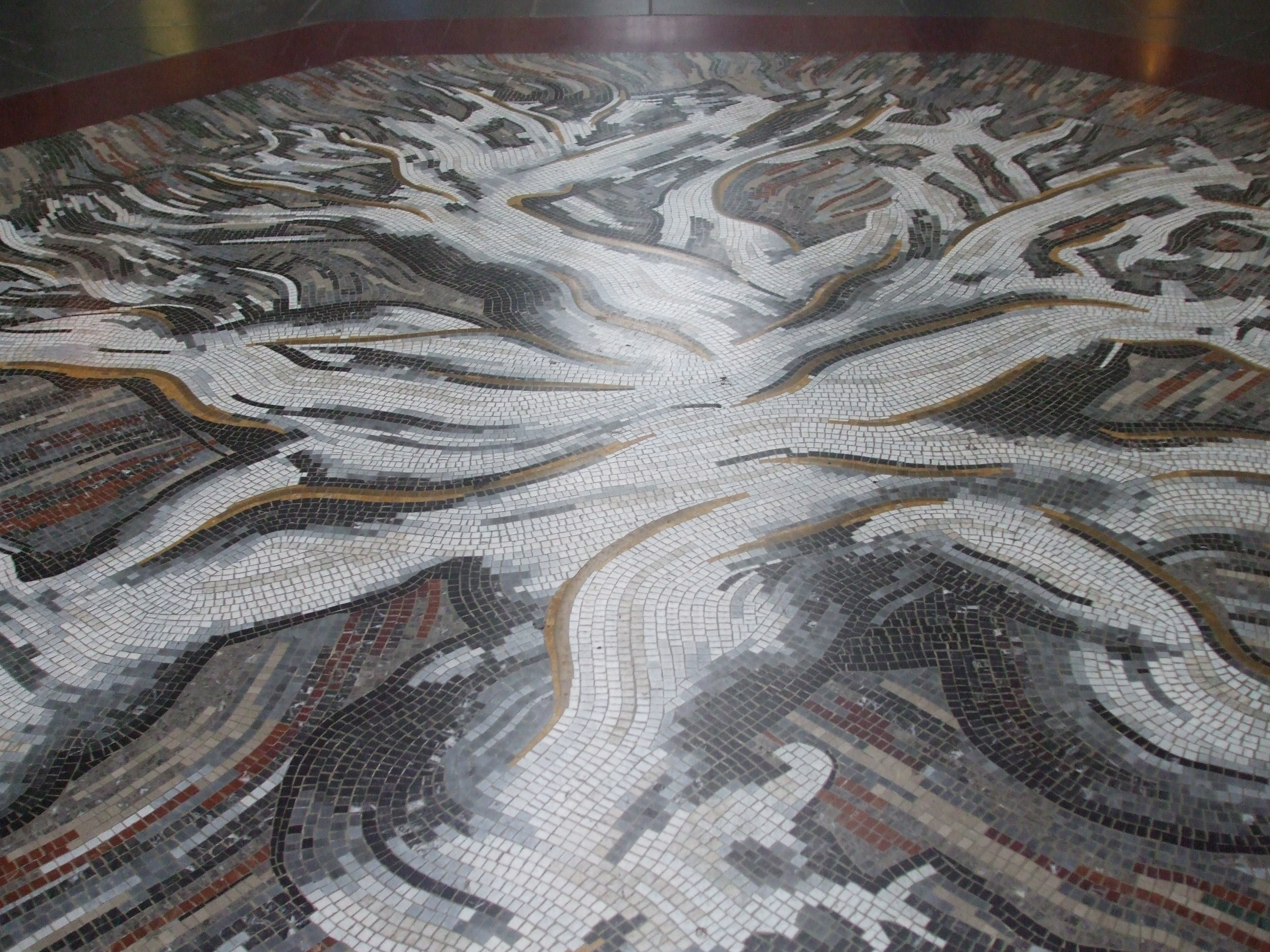
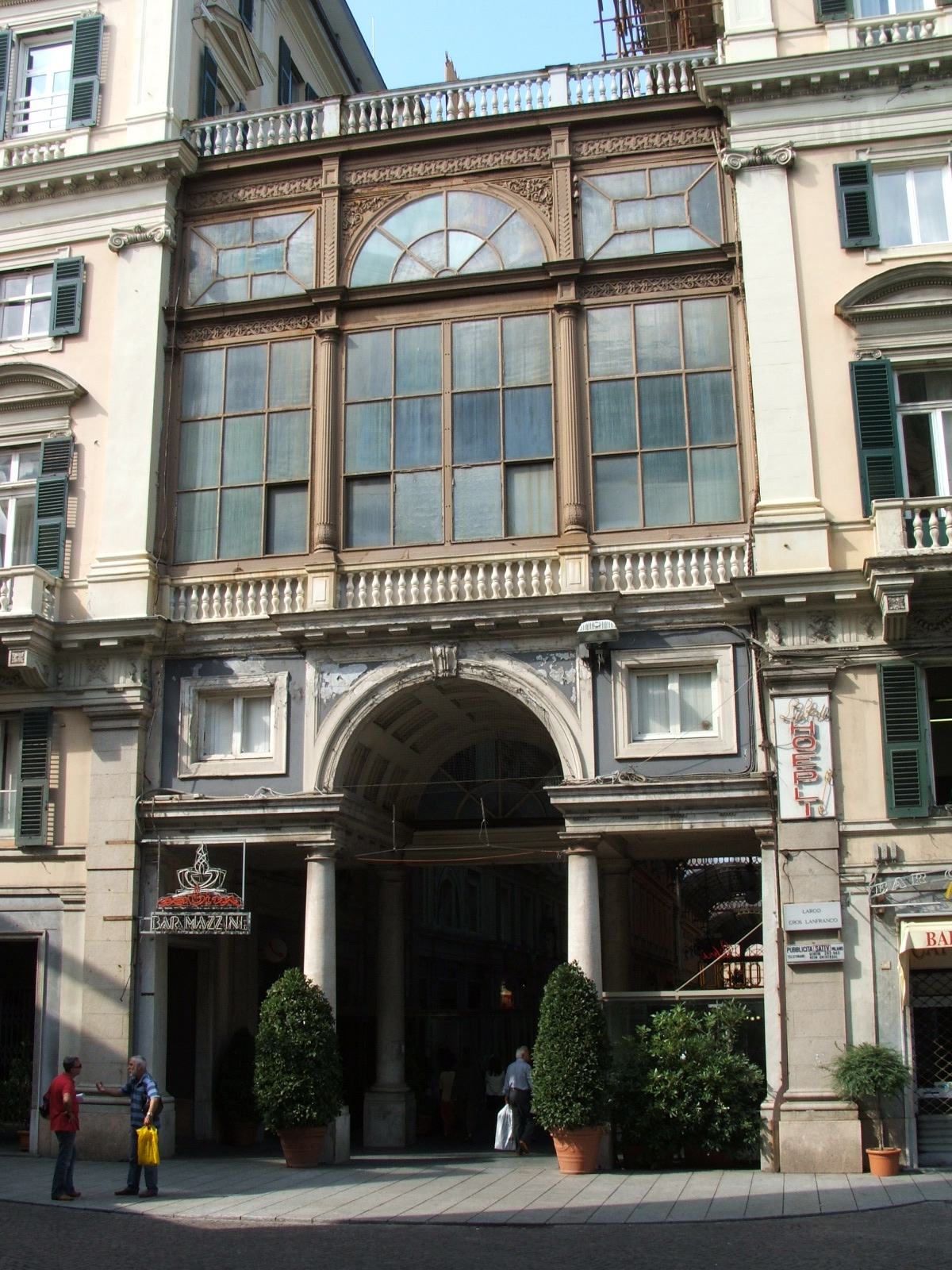